# Tomas Kuhn
Tomas Kuhn (* 1971 in München) ist ein deutscher Rechtswissenschaftler.

## Leben
Er studierte Rechtswissenschaft in Regensburg und Lausanne (erste juristische Staatsprüfung 1996, zweite juristische Staatsprüfung 1999). Von 2000 bis 2001 war er Notarassessor in Amberg. Von 2002 bis 2008 war er zunächst wissenschaftlicher Mitarbeiter, dann wissenschaftlicher Assistent an der Universität Regensburg. Nach der Promotion 2007 zum Dr. iur. und dem Studium der Psychologie in Regensburg (Diplom 2008) vertrat er im Wintersemester 2008/2009 die Lehrprofessur für Zivilrecht an der Universität Passau. Seit April 2009 ist er Inhaber dieser Lehrprofessur. Von September 2013 bis August 2016 war er Studiendekan der Juristischen Fakultät der Universität Passau.

## Schriften (Auswahl)
- Ersatzaussonderungsrecht und Drittwiderspruchsklage. Tübingen 2008, ISBN 978-3-16-149618-9.
- „Heilung kraft Haftung“ gemäß § 185 Abs. 2 S. 1 Fall 3 BGB. Unter besonderer Berücksichtigung der Ansprüche aus § 816 BGB. Berlin 2009, ISBN 978-3-428-13035-1.